# Otonoke
«Otonoke» (с яп. — «オトノケ») — песня японского хип-хоп-дуэта Creepy Nuts. Она была выпущена в качестве сингла 4 октября 2024 года на лейбле Onenation и Sony Music Associated. Песня послужила вступительной темой для японского аниме-сериала Dandadan (2024). В коммерческом плане «Otonoke» заняла первое место в Billboard Japan Hot 100 и World Digital Song Sales.

## Предыстория и релиз
23 июня 2024 года проюсерский комитет аниме-сериала Dandadan объявил, что Creepy Nuts исполнят вступительную тему для аниме под названием «Otonoke». Один из участников дуэта R-Shitei описал, что песня интерпретирует «как когда сверхъестественные существа или духи овладевают людьми, они „резонируют и соединяются с болью и печалью“, что очень похоже на отношения между создателями музыки и слушателями». Фрагмент «Otonoke» впервые появился в третьем трейлере аниме, премьера которого состоялась 20 августа. Дуэт выпустил песню в цифровом виде 4 октября, 11 декабря было выпущено сингловое издание на CD.
Через месяц после релиза один из пользователей сайта Reddit обнаружил, что в песне присутствуют артефакты сэмплирования из ускоренного и питчевого отрывка песни 1915 года «I’ve Been Floating Down the Old Green River» в исполнении американского певца Билли Мюррея, опровергнув популярную теорию о том, что в песне использованы звуки из серии видеоигр Pikmin.

## Признание

### Итоговые списки критиков
| Критик/Публикация | Список                             | Ранг | Ссылка |
| ----------------- | ---------------------------------- | ---- | ------ |
| Nialler9          | Filmore!'s Favourite Songs of 2024 | н/д  | [ 9 ]  |
| Polygon           | The 6 Best Anime Openings of 2024  | н/д  | [ 10 ] |

### Награды и номинации
| Церемонии                | Год  | Награда                        | Результат | Ссылка |
| ------------------------ | ---- | ------------------------------ | --------- | ------ |
| Abema Anime Trend Awards | 2024 | Opening Animation Award        | Победа    | [ 11 ] |
| Anime Trending Awards    | 2025 | Opening Theme Song of the Year | Победа    | [ 12 ] |
| Crunchyroll Anime Awards | 2025 | Best Opening Sequence          | Ожидается | [ 13 ] |
| Crunchyroll Anime Awards | 2025 | Best Anime Song                | Ожидается | [ 13 ] |
| Reiwa Anisong Awards     | 2025 | Best Work Award                | Номинация | [ 14 ] |

## Музыкальное видео
Премьера клипа на песню «Otonoke» состоялась 18 октября 2024 года. Хаотичное музыкальное видео, снятое режиссёром Масаки Ватанабэ, передаёт мрачную атмосферу песни, используя несколько визуальных приёмов, в том числе Creepy Nuts в Фенакистископе и зоотропе, созданный с помощью 3D-сканирования, а также эффекты «Fatman Scoop-style big head». Совместное музыкальное видео с Dandadan было выпущено 31 октября.

## Концертные выступления
Впервые Creepy Nuts исполнили «Otonoke» вживую на фестивале Venue 101 Presents Creepy Nuts the Live 5 октября 2024 года.

## Список треков
- CD-сингл, цифровые загрузки и стриминг

1. «Otonoke» (яп. オトノケ) — 3:05
2. «Otonoke» (instrumental) — 3:05

- Blu-ray

1. «Otonoke» (music video) — 3:16
2. «Otonoke» (Dandadan collaboration music video) — 3:10
3. «TV Anime Dandadan Non-Credit OP (cool) Movie» — 1:31

## Чарты
| Чарт (2024)                              | Высшая позиция |
| ---------------------------------------- | -------------- |
| Мир Global 200 (Billboard)               | 37             |
| Япония (Japan Hot 100)                   | 1              |
| Япония Hot Animation (Billboard Japan)   | 1              |
| Япония Combined Singles (Oricon)         | 2              |
| Новая Зеландия (RMNZ)                    | 4              |
| США Bubbling Under Hot 100 (Billboard)   | 22             |
| США World Digital Song Sales (Billboard) | 1              |

## Сертификации
| Регион                                                           | Сертификация | Продажи    |
| Стриминг                                                         | Стриминг     | Стриминг   |
| ---------------------------------------------------------------- | ------------ | ---------- |
| Япония (RIAJ)                                                    | Золотой      | 50 000 000 |
| Данные только о прослушиваниях приведены на основе сертификации. |              |            |